# Canton de Courçon
Le canton de Courçon est une ancienne division administrative française située dans le département de la Charente-Maritime et la région Poitou-Charentes.

## Géographie
Ce canton était organisé autour de Courçon dans l'arrondissement de La Rochelle. Son altitude variait de 0 m (Nuaillé-d'Aunis) à 56 m (Benon) pour une altitude moyenne de 12 m.

## Représentation

### Conseillers d'arrondissement (de 1833 à 1940)
| Période                                  | Période      | Identité                        | Étiquette   | Qualité |
| ---------------------------------------- | ------------ | ------------------------------- | ----------- | --- |
| 1833                                     | 1839         | Charles Mathurin Mainguet       |             | Propriétaire à Benon                                                                                        |
| 1839                                     | 1848         | Barthélemy Laurence (1788-1861) |             | Banquier, propriétaire à Grâce-Dieu, Benon                                                                  |
|                                          |              |                                 |             | |
| 1852                                     |              | Jean Auguste de Gaalon          |             | Propriétaire à La Grève-sur-Mignon, ancien maire de Saint-Jean-d'Angély                                     |
|                                          |              |                                 |             | |
| av.1884                                  |              | Alexis-André Hardy              |             | Ancien notaire à Saint-Hilaire-la-Palud, suppléant du juge de paix                                          |
|                                          |              |                                 |             | |
| 1895                                     | 1898         | Emmanuel Jousson                |             | Notaire, propriétaire à La Ronde                                                                            |
| 1898                                     | 1910         | Pascal Petit                    | Républicain | Maire de Benon                                                                                              |
| 1910                                     | 1925         | Ernest Massé                    | Radical     | Agriculteur à Saint-Jean-de-Liversay                                                                        |
| sept.1925                                | 1934 (décès) | Albéric Gautier                 | Radical     | Propriétaire à Ferrières                                                                                    |
| 1934                                     | 1940         | Gaston Gaucher (1888-1956)      | Radical     | Cultivateur, chef de société musicale à Saint-Jean-de-Liversay                                              |
| 1940                                     |              |                                 |             | Les conseils d'arrondissement ont été suspendus par la loi du 12 octobre 1940 et n'ont jamais été réactivés |
| Les données manquantes sont à compléter. |              |                                 |             | |

### Conseillers généraux de 1833 à 2015
| Période | Période          | Identité                            | Étiquette          | Qualité |
| ------- | ---------------- | ----------------------------------- | ------------------ | --- |
| 1833    | 1868 (décès)     | Baron Alexandre Martin de Chassiron | Droite             | Auditeur au Conseil d'Etat, propriétaire à Paris Sous-préfet de La Rochelle puis de Rochefort Député (1831-1848) - Sénateur (1854-1868)                                                     |
| 1868    | 1871             | Honoré Appolin Depierris            | Républicain        | Notaire, juge de paix, Saint-Jean-de-Liversay |
| 1871    | 1871 (démission) | Jules Baillardel de Lareinty        | Droite Monarchiste | Propriétaire Député (1887-1893) Egalement élu dans le Canton de Blain (Loire-Inférieure) en 1871                                                                                            |
| 1871    | 1877             | Honoré Appolin Depierris            | Républicain        | Notaire, juge de paix, Saint-Jean-de-Liversay |
| 1877    | 1889 (décès)     | Charles Bastard                     | Droite             | Propriétaire et viticulteur à Cramahé, Courçon |
| 1889    | 1891 (décès)     | Louis-Aimé de Fleuriau              |                    | Secrétaire d'ambassade Propriétaire à Paris |
| 1891    | 1925 (décès)     | Julien Louis Bonneau                | RG                 | Médecin, propriétaire fermier, maire de Courçon |
| 1925    | 1940             | Ernest Massé                        | Rad.               | Agriculteur à Saint-Jean-de-Liversay, conseiller d'arrondissement, vice-président de l'association centrale des laiteries des Charentes et du Poitou Nommé conseiller départemental en 1943 |
|         |                  |                                     |                    | |
| 1945    | 1976             | Eugène Conan                        | Rad.               | Avocat Maire de Courçon |
| 1976    | 1994             | Claude Margerie                     | DVD                | Vétérinaire Maire de Courçon |
| 1994    | 2008             | Bernard Drappeau                    | DVD                | Médecin Maire de Courçon |
| 2008    | 2015             | Denis Petit                         | PRG                | Professeur des écoles Maire de Saint-Jean-de-Liversay Élu en 2015 dans le canton de Marans                                                                                                  |

## Composition
Le canton de Courçon regroupait quatorze communes et comptait 11 720 habitants au recensement de 2006 (sans doubles comptes).
Il enregistre une des plus fortes croissances démographiques de la Charente-Maritime depuis 1999 mais sa densité de population reste nettement inférieure à celle du département de la Charente-Maritime et davantage encore à celle de l'arrondissement de La Rochelle auquel il appartient.
C'est un canton marqué par une très forte ruralité, seule la commune de Saint-Jean-de-Liversay a plus de 2 000 habitants depuis le dernier recensement. Cependant, il est gagné depuis plus d'une décennie par la résidence de nombreuses personnes ayant un emploi à La Rochelle et sa proche banlieue, se transformant de plus en plus en canton péri-urbain de la troisième couronne de l'aire urbaine de La Rochelle.
| Nom                    | Code Insee | Intercommunalité    | Superficie (km2) | Population (dernière pop. légale) | Densité (hab./km2) |
| ---------------------- | ---------- | ------------------- | ---------------- | --------------------------------- | ------------------ |
| Courçon (chef-lieu)    | 17127      | CC Aunis Atlantique | 19,11            | 1 739 (2014)                      | 91                 |
| Angliers               | 17009      | CC Aunis Atlantique | 10,74            | 967 (2014)                        | 90                 |
| Benon                  | 17041      | CC Aunis Atlantique | 46,62            | 1 548 (2014)                      | 33                 |
| Cram-Chaban            | 17132      | CC Aunis Atlantique | 16,06            | 646 (2014)                        | 40                 |
| Ferrières              | 17158      | CC Aunis Atlantique | 7,59             | 813 (2014)                        | 107                |
| La Grève-sur-Mignon    | 17182      | CC Aunis Atlantique | 11,48            | 540 (2014)                        | 47                 |
| Le Gué-d'Alleré        | 17186      | CC Aunis Atlantique | 7,55             | 841 (2014)                        | 111                |
| La Laigne              | 17201      | CC Aunis Atlantique | 4,26             | 482 (2014)                        | 113                |
| Nuaillé-d'Aunis        | 17267      | CC Aunis Atlantique | 16,47            | 1 186 (2014)                      | 72                 |
| La Ronde               | 17303      | CC Aunis Atlantique | 20,79            | 1 077 (2014)                      | 52                 |
| Saint-Cyr-du-Doret     | 17322      | CC Aunis Atlantique | 17,08            | 598 (2014)                        | 35                 |
| Saint-Jean-de-Liversay | 17349      | CC Aunis Atlantique | 41,42            | 2 749 (2014)                      | 66                 |
| Saint-Sauveur-d'Aunis  | 17396      | CC Aunis Atlantique | 19,66            | 1 677 (2014)                      | 85                 |
| Taugon                 | 17439      | CC Aunis Atlantique | 15,70            | 806 (2014)                        | 51                 |

## Démographie
| 1962  | 1968  | 1975  | 1982  | 1990  | 1999  | 2006   | 2011   | 2012   |
| ----- | ----- | ----- | ----- | ----- | ----- | ------ | ------ | ------ |
| 8 251 | 8 067 | 7 772 | 8 048 | 8 277 | 9 121 | 11 720 | 14 419 | 14 928 |